# 719e Infanteriedivisie (Duitsland)
De Duitse 719e Infanteriedivisie (Duits: 719. Infanterie-Division) was een Duitse infanteriedivisie tijdens de Tweede Wereldoorlog. De divisie werd opgericht op 3 mei 1941 en deed alleen dienst aan het westfront. In juni 1941 werd de eenheid overgeplaatst naar Nederland, vooral om daar als bezettingstroepen de kust te verdedigen. Op 8 juni 1941 was het paraat onder de Kommandeur der dt. Truppen in den Niederlanden (later WBN).

## Verrichtingen

### 1942
De 719 I.D. bewaakte de kust van Kijkduin tot zuidelijk op Schouwen-Duiveland, Sint-Philipsland en Tholen maakten deel uit van een kustsector die ook de Zuid-Hollandse eilanden, het Westland, Delfland, Rotterdam en de noordwesthoek van Brabant omvatte. Het bleef onder de W.B.N. tot augustus 1942 ook Walcheren en de Bevelanden bewaken. Toen Gen.Feldm. von Rundstedt midden-Zeeland aan het gezag van Christiansen onttrok (dit ging over naar de 15.Armee), schoof de 719ID in noordelijke richting op.
Het kwam te liggen in de KVA Dordrecht (naar de stad waarin het hoofdkwartier kwam). De verdedigde gebieden waren vooral: Festung Hoek van Holland, Stp.Gr.Voorne, Stp.Gr.Goeree, Stp.Gr.Schouwen en de Stp.Gr.Moerdijk.
In juli 1942 kwam de 719 ID onder het LXXXVIII. AK welke viel onder Heeresgruppe D. Op 15 oktober 1942 werden de infanterie regimenten (723 en 743) in Grenadier-Regiment 723 en 743 hernoemd.

### 1943
Vanaf 1943 voerde de 719 I.D. verbunkerde werken uit in al haar verdedigde gebieden. Begin april 1943 kwam het Wolg.Tart.Inf.Btl.826 aan in twee transporten.
Op 16 juli 1943 bezocht Gen.Feldm.von Rundstedt de KVA Dordrecht.
Op 18 oktober 1943 wordt het 723./Gren.Reg. II.Abt. op Voorne afgelost door 826 Wolg.Tart.Inf.Btl.
Van 19 oktober 1943 is het Wolg.Tart.Inf.Btl.826 tot begin december 1944 in het Unterabschnitt Voorne.
Op 20 november 1943 was de oplevering van het Kernwerk HvH in een zo’n gevorderd stadium dat de bezetting ervan plaatsvond. Hier kwamen onder andere 114 militairen van het 9./11./Gren.Reg.723.

### 1944
Op 3 januari 1944 bezocht Rommel de KVA Amsterdam en KVA Dordrecht. De boulevard van Scheveningen. Hier nam plaatsvervangend commandant van de 719 ID, Oberst Werner Heyden het bezoek over voor inspectie van Hoek van Holland.
Via Monster werd het V.B. Hoek van Holland binnengereden. Om 17.00 uur werd teruggereden naar het overzetveer, waarna Rommel met zijn staf 15 minuten later de reis over Rotterdam, de Moerdijkbruggen naar Antwerpen aanving.
Op 9 januari 1944 wordt het Wolg.Tart.Inf.Btl.826 (1200 Russen en 250 Duitsers) hernoemd in IV./Gren.Reg.723
Om dit te bewerkstelligen werd er aanvankelijk geopperd om tussen het Armeense bataljon en het I./743 GrenRgt 149 manschappen uit te wisselen, zodat een vermenging zou plaatsvinden. Dit werd echter niet doorgevoerd, maar wel werd volgens bevel van 9 januari 1944 opgenomen in het IV./743 Gren Reg (Arm). Op 19 april 1944 officieel bekrachtigd door OKH, evenals voor overige Osteinheiten van LXXXIV AK.
Tot 10 januari 1944 was de commandant Gen.Lt. Erich Höcker (1881-1948), tot april 1944 onder LXXXVIII. AK welke viel onder Heeresgruppe D (en van mei tot september onder Heeresgruppe B).
Van 10 januari tot 15 februari is Generalleutnant Max Horn commandant van de 719ID.(hierna ook nog Oberst Rudolf Goltzsch)
Van 15 februari tot 1 augustus is Generalmajor Carl Wahle (1892 - 1970) commandant van de 719ID.
Op 8 en 9 maart 1944 bezocht Gen.Feldm. von Rundstedt opnieuw Nederland. Hierbij deed hij onder andere Utrecht, Hilversum, Rotterdam, Dordrecht en Breda aan. In het hoofdkwartier van de 719 ID in Dordrecht (foto boek Hoek van Holland, Hans Sakkers, pag. 69) sprak von Rundstedt met de divisiecommandant Carl Wahle over de evacuatie van de bevolking van de Zeeuwse en Zuid-Hollandse Eilanden en de inundaties aldaar.
Op zaterdag 25 maart inspecteerde Rommel verdedigingswerken in Nederland. Hierbij werd hij vergezeld van Gen.Maj. Carl Wahle (foto Boek Rommel, Hans Sakkers, pag. 117). In W.N. 303 bezocht Rommel een hospitaalbunker waarna de reis werd afgesloten om 17.00 waarna naar Rotterdam werd gereden. Hier voerde Rommel om 18.00 een bespreking met Gen.Maj.Josef Schmidt, commanderend generaal van het I.Jagdkorps. De avondmaaltijd werd genuttigd in het Offiziersheim van de Kriegsmarine. Hier hadden Rommel en zijn delegatie een aangenaam onderhoud met Maj.Gen. Carl Wahle van de 719 ID en de Hako.Rotterdam Kapt.z.S.Heinrich Jess. De nacht werd doorgebracht in het ‘Parkhotel’ in Rotterdam.
Zondag 26 maart 1944 Om 7.00 vertrok Rommel samen met Gen.Maj.Wahle en Gen.d.Inf.Reinhard vanuit Rotterdam naar Loosduinen ten zuiden van Den Haag. Hier werd om ca 8.05 begonnen met het bekijken van W.N.2 bij Ockenburg. In Breda ’s avonds sprak Rommel zijn waardering uit aan Gen.Maj.Wahle en Gen.d.Inf.Reinhard over de stand van de uitbouw van de verdedigingswerken. Hij vroeg hen dit over te brengen aan de troepen.
Vanaf 1 augustus 1944 tot 3 oktober 1944 is de commandant Generalleutnant Karl Sievers. Deze kwam van 16.Lw.Feld.Div. in de KVA Amsterdam.

#### De stroomversnelling
Op 1 september 1944 ontving de bevelhebber van het LXXXVIIIe korps onder generaal Reinhard bevel van Model om zo snel mogelijk de enige divisie die hij nog had de 719 ID van Luitenant generaal Sievers op transport te zetten richting Brussel. Van deze divisie zou alleen het Turkenbataljon (hij bedoelt Wolg.Tart.Inf.Btl.826 van 719ID) achterblijven aan de Hollandse kust (dat achterbleef op Voorne). In september '44 wordt het Armen.Inf.Btl.812 ontwapend en ingezet als Armen.Baupionier Btl. 812 (IV Abteilung 743.Gren.Reg.).
Omdat de 719 ID nauwelijks transportmiddelen had kwam ze maar langzaam in beweging. Daarom gaf Reinhard op 3 september bevel om onverwijld bussen en andere particuliere transportmiddelen in beslag te nemen. Vrijwel alle bussen van het openbaar vervoer in Zuid-Holland werden in deze week gevorderd. Toen hij ’s ochtends aan de zuidelijke oprit van de Moerdijkbruggen stellingen ging inspecteren van de 719 ID, werd hij aan de telefoon geroepen op het hoofdkwartier van deze divisie. Daar kreeg Reinhard van zijn Stafchef (Oberst Eichert-Wiedersdorff) te horen dat hij meteen moest terugkeren naar Bilthoven. Daar aangekomen ontving hij van generaal Christiansen opdracht om met zijn LXXXVIIIe korps (719 ID dus) onmiddellijk een front te vormen langs het Albertkanaal, aangezien Brussel toch al gevallen was. Reinhard gaf de 719 ID opdracht het Albertkanaal af te sluiten tussen Merksem (bij Antwerpen) en Hasselt. Op 4 september 1944 kwam onder de 719 ID de 559 Panzerjaegerabteilung onder majoor Sattler.
Al gauw werd het in de verdediging gedrukt en nam het stellingen in bij het kanaal Bocholt-Herentals. Later vocht de divisie nog bij Woensdrecht en Breda. In november 1944 werd de divisie overgeplaatst naar het Saarpfalz. De eenheid vocht daar tot het in maart 1945 werd vernietigd.

### 1945
Mogelijk zou de divisie in april 1945 weer zijn heropgericht. De nieuwe eenheid zou grotendeels zijn voortgekomen uit de 405e infanteriedivisie. In ieder geval is duidelijk dat als dit het geval was, de eenheid zwaar onderbezet zou zijn.

## Commandanten[1]
| Rang                                | Naam            | Begin                              | Eind              | Opmerking                                                                                       |
| ----------------------------------- | --------------- | ---------------------------------- | ----------------- | ----------------------------------------------------------------------------------------------- |
| Oberst/Generalmajor/Generalleutnant | Erich Höcker    | 3 mei 1941                         | 10 januari 1944   | Op 1 juni 1941 werd Höcker bevorderd tot Generalmajor en op 1 november 1942 tot Generalleutnant |
| Generalleutnant                     | Max Horn        | 10 januari 1944                    | 15 februari 1944  |                                                                                                 |
| Generalmajor                        | Carl Wahle      | 15 februari 1944                   | 30 juli 1944      |                                                                                                 |
| Generalleutnant                     | Karl Sievers    | 30 juli 1944                       | 30 september 1944 |                                                                                                 |
| Oberst                              | Rudolf Goltzsch | 30 september 1944 - 3 oktober 1944 | 10 oktober 1944   |                                                                                                 |
| Generalleutnant                     | Felix Schwalbe  | 10 oktober 1944                    | 22 december 1944  |                                                                                                 |
| Generalmajor                        | Heinrich Gäde   | 22 december 1944                   | 30 maart 1945     | Op 30 maart 1945 krijgsgevangen gemaakt.                                                        |
| Generalleutnant                     | Willy Seeger    | 14 april 1945                      | april 1945        |                                                                                                 |

## Samenstelling

### 1941
- Infanterie-Regiment 723 (Hoek van Holland en Voorne)
- Infanterie-Regiment 743 (Schouwen en Goeree)
- Artillerie-Abteilung 663
- Pionier-Kompanie 719
- Nachrichten-Kompanie 719
- Versorgungseinheiten 719

### 1943 & 1944
- Grenadier-Regiment 723
  - I./Gren.Reg. 723 (Hoek van Holland)
  - II./Gren.Reg. 723 (Voorne) vanaf 18 oktober 1943, 826 Wolg.Tart.Inf.Bat.
  - III./Gren.Reg. 723 (Hoek van Holland)
- Grenadier-Regiment 743 (Schouwen en Goeree; Armen.Inf.Btl.812 )
- Artillerie-Regiment 663
- Pionier-Bataillon 719
- Panzerjäger-Kompanie 719
- Nachrichten-Abteilung 719
- Feldersatz-Bataillon 663
- Versorgungseinheiten 719

### 1945
- Grenadier-Regiment 723
- Grenadier-Regiment 743
- Grenadier-Regiment 766
- Füsilier-Bataillon 719
- Artillerie-Regiment 1719
- Pionier-Bataillon 719
- Panzerjäger-Abteilung 719
- Nachrichten-Abteilung 719
- Feldersatz-Bataillon 719
- Versorgungseinheiten 719